# E/R
E/R was een Amerikaanse situatiekomedie die werd uitgezonden van 1984 tot 1985. De serie werd gemaakt door Embassy Television en liep maar één seizoen. Hij was gebaseerd op een ander succesvol programma met dezelfde naam.
De hoofdrolspelers in het programma waren Elliot Gould, die de rol van dokter Howard Sheinfeld speelde, en Mary McDonnell die de rol van Eva Sheridan speelde. In de proefopname werd Eva Sheridan gespeeld door Marcia Strassman. Verder hadden Conchata Ferrell, Jason Alexander, Lynne Moody, Bruce A. Young en George Clooney (die later een grote ster in ER werd) ook een rol in de serie.
Herhalingen van de serie waren enkele jaren lang dagelijks te zien op Lifetime, nadat CBS was opgehouden met het uitzenden van de serie.

## Trivia
- E/R speelde zich af in Chicago (net zoals ER), in het fictieve Clark Street Hospital
- Net als George Clooney speelde Mary McDonnell ook in vele afleveringen van ER als John Carters moeder, Eleanor Carter. Ze was succesvol in de serie, en werd genomineerd voor een Emmy Award in 2002.